# Saint-Mandrier-sur-Mer
Saint-Mandrier-sur-Mer är en kommun i departementet Var i regionen Provence-Alpes-Côte d'Azur i sydöstra Frankrike. Kommunen ligger i kantonen Saint-Mandrier-sur-Mer som tillhör arrondissementet Toulon. År 2022 hade Saint-Mandrier-sur-Mer 6 064 invånare.

## Befolkningsutveckling
Antalet invånare i kommunen Saint-Mandrier-sur-Mer
| Referens: INSEE |